# Crossarchus obscurus
La mangusta bruna, o cusimanse, (Crossarchus obscurus F. G. Cuvier, 1825) è un mammifero carnivoro della famiglia degli Erpestidi.

## Descrizione
Nella forma del corpo la mangusta bruna ricorda vagamente una donnola; la pelliccia, folta e di color marrone scuro, è piuttosto ispida sul dorso, ma più fine e soffice sulle regioni inferiori. Ha zampe corte, coda relativamente robusta, lunghi artigli, orecchie piccole, piccoli occhi di colore scuro e naso allungato. Gli adulti misurano di solito 33 cm di lunghezza e pesano circa 1 kg.

## Distribuzione e habitat
L'areale della mangusta bruna è ristretto alle foreste pluviali di Guinea sud-occidentale e sud-orientale, Sierra Leone, Liberia, Costa d'Avorio e Ghana; il suo margine orientale è delimitato dal fiume Volta. La specie si incontra dal livello del mare fino ai 1500 metri, sul Monte Nimba (Guinea).

## Biologia
La mangusta bruna è un animale molto sociale che vive in piccoli gruppi familiari composti da 10 a 20 o più esemplari, regolati da una rigida struttura gerarchica. I vari membri del gruppo familiare comunicano tra loro emettendo vari vocalizzi, come fischi, cinquettii e ringhi.
È in grado di arrampicarsi, ma tende a compiere la maggior parte delle attività al suolo. È molto territoriale e marca il territorio del suo gruppo con le ghiandole odorifere anali, difendendolo strenuamente dagli intrusi, anche da quelli di dimensioni molto più grandi delle sue. Presenta una vasta gamma di atteggiamenti di minaccia, costituiti da ringhi e grugniti, ma anche da vari movimenti del corpo, come balzi, inarcamenti del dorso ed erezioni del pelo. Il gruppo è nomade e non passa molto tempo in una determinata area del territorio. Dal momento che si spostano sempre da un luogo a un altro, i vari gruppi trovano riparo nelle cavità degli alberi, nelle tane di altri animali o nei termitai.

### Alimentazione
Le manguste brune sono eccellenti scavatrici sempre alla ricerca di cibo e si nutrono di una grande varietà di alimenti. La loro dieta è prevalentemente carnivora ed è costituita da insetti, larve, granchi d'acqua dolce, piccoli rettili e piccoli roditori. Hanno una vista eccellente e uno spiccato senso dell'olfatto, particolarità che fanno di loro delle ottime cacciatrici di piccole prede. Preferiscono uccidere la loro preda con un singolo morso alla nuca. Consumano anche piccole quantità di vari tipi di frutta e bacche.

### Riproduzione
A causa della struttura sociale gerarchica, solamente i membri principali del gruppo familiare possono accoppiarsi. Le cucciolate dei subordinati sono spesso uccise e divorate dai membri dominanti del gruppo. La maturità sessuale viene raggiunta tra i nove mesi e un anno di vita. Le femmine vanno in estro fino a nove volte all'anno. I maschi iniziano e terminano la copulazione senza un vero e proprio corteggiamento. La gestazione dura approssimativamente otto settimane ed ogni cucciolata è composta da 2-4 piccoli, sebbene la femmina sia dotata di sei mammelle. Le femmine sono in grado di mettere alla luce tre cucciolate in un anno. I piccoli, alla nascita, sono lunghi 13 mm, hanno gli occhi chiusi e sono ricoperti da una fitta peluria. Dopo circa dodici giorni, iniziano ad aprire gli occhi e ad esplorare l'ambiente circostante. La madre li svezza per tre settimane, il tempo di sviluppare i pli di guardia, e poi si procureranno il cibo da soli. Raggiungono le dimensioni degli adulti intorno ai 6-9 mesi di età. In cattività la mangusta bruna può vivere fino a 10 anni.

## In cattività
Per la sua natura sociale e la relativita facilità nell'allevamento, la mangusta bruna si trova con relativa facilità nei negozi di animali esotici ed è un frequente ospite di gran parte degli zoo di tutto il mondo. Tende a diventare piuttosto ubbidiente al suo padrone, ma non interagisce molto con altri animali domestici. È molto vivace e richiede una grande disponibilità di spazio per saziare il suo naturale istinto vagabondo. Senza di esso, tende ad essere piuttosto aggressiva. Può essere alimentata con grilli, larve della farina o topi, disponibili in commercio, insieme a del cibo per gatti di qualità. In cattività è alto il rischio di obesità, ma questo può essere evitato variando molto l'alimentazione e facendo compiere all'animale una certa quantità di esercizi per tenersi in forma. Si nutre di quasi tutte le cose che gli vengono offerte, anche di quelle solo lontanamente commestibili, e spesso diventa aggressiva se quello che percepisce come cibo gli viene portato via. La riproduzione in cattività non è comune, sebbene talvolta sia stata effettuata.

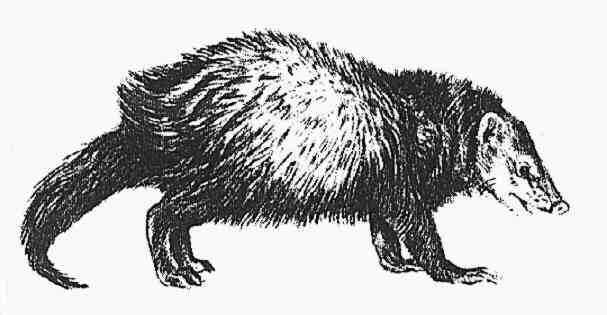

## Conservazione
La mangusta bruna non è classificata tra le specie a rischio e, sebbene non si conosca il numero effettivo degli esemplari, sembra non essere minacciata.